# Turcovce
Turcovce és un poble i municipi d'Eslovàquia. Es troba a la regió de Prešov, al nord del país. La primera referència escrita de la vila data del 1557.

## Demografia
| Godina             | 1994 | 2004   | 2014    | 2024 |
| ------------------ | ---- | ------ | ------- | ---- |
| Nombre de persones | 365  | 350    | 305     | 305  |
| Diferència         |      | −4,10% | −12,85% | +0%  |

| Godina             | 2023 | 2024   |
| ------------------ | ---- | ------ |
| Nombre de persones | 303  | 305    |
| Diferència         |      | +0,66% |